# Mäntysaaret (ö i Birkaland, Övre Birkaland, lat 62,22, long 23,97)
Mäntysaaret är en ö i Finland. Den ligger i sjön Uurasjärvi och i kommunen Virdois i den ekonomiska regionen  Övre Birkalands ekonomiska region  och landskapet Birkaland, i den sydvästra delen av landet, 230 km norr om huvudstaden Helsingfors. Den strsta av ;arnas area är 0,6 hektar och dess största längd är 160 meter i nord-sydlig riktning.  I ögruppen ingår ytterligare några öar, varav den största är något mindre än denna.